# Dionne Bromfield
Pour les articles homonymes, voir Bromfield.
Dionne Julia Bromfield, née le 1er février 1996 à Londres, est une chanteuse britannique de musique soul.
Dès son enfance, Bromfield est conseillée par la chanteuse Amy Winehouse. Convaincue du talent de la jeune fille, Winehouse fonde le label Lioness Records (en), qui en 2009 édite le premier album de sa filleule, Introducing Dionne Bromfield (en). Le disque se classe 33e du UK Albums Chart. Il est suivi deux ans plus tard par Good for the Soul (en).

## Biographie

### Jeunesse
Dionne Julia Bromfield est née d'une mère britannique et d'un père originaire de la Jamaïque. Sa mère Julie a été employée par des maisons de disques et a travaillé en tant qu'agent artistique. Elle compte parmi ses amies la chanteuse Amy Winehouse, qui devient la « marraine » de Dionne et lui apprend à jouer de la guitare. En 2008, la jeune fille, accompagnée par Winehouse, interprète If I Ain't Got You d'Alicia Keys dans une vidéo filmée avec un téléphone portable et postée sur le site d'hébergement de fichiers YouTube. La vidéo suscite l'intérêt des internautes et devient virale. Bromfield suit des cours de chant à Londres. Durant l'été, elle est envoyée par sa marraine à Los Angeles afin de se perfectionner,. Winehouse est convaincue du talent de sa protégée, elle déclare à son sujet : « Dionne est encore jeune mais elle a plus de potentiel que n'importe quelle autre fille qu'il m'ait été donné de voir. » (« Dionne is young but she has more potential than any girl I've ever seen. »)

### Carrière
En 2009, Winehouse fonde le label Lioness Records (en) et permet à se filleule, alors âgée de 13 ans, d'enregistrer son premier album, Introducing Dionne Bromfield (en),. Constitué de reprises, le disque lui permet de lancer sa carrière. Elle apparaît dans les médias, notamment dans l'émission Strictly Come Dancing diffusée sur BBC One,, où elle interprète Mama Said (en), une chanson du groupe vocal The Shirelles, figurant sur son album. Celui-ci se vend à 65 000 exemplaires et atteint la 33e place du classement des ventes d'albums au Royaume-Uni.
En 2011, Bromfield est scolarisée à la Sylvia Young Theatre School et prépare son GCSE. Son nouvel album, intitulé Good for the Soul (en), paraît en juillet. Il est composé de morceaux originaux, la plupart étant coécrits par la jeune femme, avec l'aide de différents producteurs et compositeurs, dont Steve Booker (en) et Eg White (en). La chanteuse le considère comme son véritable premier album. Deux singles, Yeah Right (en) et Foolin', en sont extraits. À sa sortie, l'album atteint la 53e place des ventes au Royaume-Uni.
Bromfield interprète avec Tinchy Stryder (en) la chanson officielle du relai de la flamme des Jeux olympiques d'été de 2012. Intitulée Spinnin' for 2012 (en), elle sort en single en septembre 2011. La même année, elle fait ses débuts en tant qu'animatrice de télévision. Elle coanime l'émission Friday Download (en), diffusée par la chaîne de programmes pour enfants CBBC Channel.
En juillet 2021, à l'occasion du dixième anniversaire de la mort d'Amy Winehouse, MTV rend hommage à la chanteuse britannique défunte en diffusant dans 181 pays un documentaire intitulé Amy Winehouse & Me: Dionne’s Story. Dans celui-ci, Dionne Bromfield raconte, sur des images d'archives inédites, la relation entretenue par les deux artistes,.

## Discographie

### Singles
- Mama Said (Lioness Records (en), 2009)
- Ain't No Mountain High Enough (Lioness Records, 2009)
- Yeah Right (en) (Lioness Records, 2011)
- Foolin' (Lioness Records, 2011)

### Albums
- Introducing Dionne Bromfield (en) (Lioness Records, 2009)
- Good for the Soul (en) (Lioness Records, 2011)